# Andrea Prevignano
Andrea Prevignano (Casale Monferrato, 4 giugno 1967) è un conduttore radiofonico e giornalista italiano che lavora per Radio Deejay.

## Biografia
Trasferitosi da Casale Monferrato a Roma nel 1999 inizia a lavorare per il sito Kataweb Musica fino al 2003, quando viene chiamato a lavorare come redattore e speaker a Radio Deejay. Trasferitosi poi a Milano, lavora inizialmente per Pinocchio con la Pina e Diego, successivamente per Vickipedia con Vic (da settembre del 2006). Nel settembre del 2007 torna a vivere a Roma e inizia a collaborare con il Trio Medusa per Chiamate Roma Triuno Triuno, continuando comunque a dare il suo contributo per Vickipedia con il lavoro redazionale, e curando le rubriche Piccoli criminali crescono e Lo storico del Previ. Contemporaneamente collabora alla redazione delle pagine degli spettacoli de Repubblica.
Nel 1998 pubblica Noise (Castelvecchi), saggio sulle avanguardie rock americane degli anni novanta, e nel 2008 Nirvana - Kill Your Friends (Arcana) con Gianluca Polverari, interpretazione dei testi di Kurt Cobain. 
Ha curato l'editing di Genesi (Castelvecchi) e di Blues, Jazz, Rock, Pop (Einaudi) di Gino Castaldo ed Ernesto Assante
È stato collaboratore della rivista specializzata Rumore e Musica!.
È autore della rubrica Preavy Rotation che tratta di indie rock e libri.
Dal 1995 suona la batteria per il gruppo musicale dei Kermit.